# Запис дуд (Доњи Рачник)
Запис дуд (Доњи Рачник) се налази на парцели чији је власник Град Јагодина.

## Локација
| Општина             | Јагодина                                                         |
| Катастарска општина | Доњи Рачник                                                      |
| Потес               | Доња мала                                                        |
| Координате          | 44° 03′ 26″ С; 21° 10′ 25″ И / 44.057099999999998° С; 21.1737° И |
| Надморска висина    | 150m                                                             |

## Карактеристике
Дендрометријске вредности утврђене на терену и сателитским снимцима:
| Стабло                     | Дуд |
| Висина стабла              | m   |
| Обим дебла                 | m   |
| Пречник крошње             | 13m |
| Пречник дебла              | m   |
| Висина дебла до прве гране | m   |

## База записа
Запис је у оквиру Викимедија пројекта "Запис - Свето дрво" заведен под редним бројем 0254.